# Dar Chauí
Dar Chauí (en árabe: قيادة دار الشاوي‎, en lenguas bereberes: ⵃⴷⴷ ⵖⵔⴱⵢⵢⴰ, en francés: Dar Chaoui) es un municipio marroquí en la región de Tánger-Tetuán-Alhucemas. Desde 1912 hasta 1956 perteneció a la zona norte del Protectorado español de Marruecos.